# Heilsbronn
Heilsbronn är en stad i Landkreis Ansbach i Regierungsbezirk Mittelfranken i förbundslandet Bayern i Tyskland.

## Geografi
Heilsbronn ligger mellan Nürnberg och Ansbach i mitten av Mittelfranken, i en skogig dal vid floden Rangau. I den närliggande skogen Ketteldorfer Wald har floden Schwabach sin upprinnelse. Grannkommuner är (medurs från norrut): Großhabersdorf, Roßtal, Rohr, Windsbach, Neuendettelsau, Petersaurach och Dietenhofen.

## Historia
Staden växte upp kring Heilsbronn kloster, ett tidigare cistercienserkloster, som grundades år 1132 av greven av Abenberg, och var gravplats för den frankiska grenen av huset Hohenzollern från 1297 till 1625. I kryptan finns 41 medlemmar av släkten begravna.